# Kapton

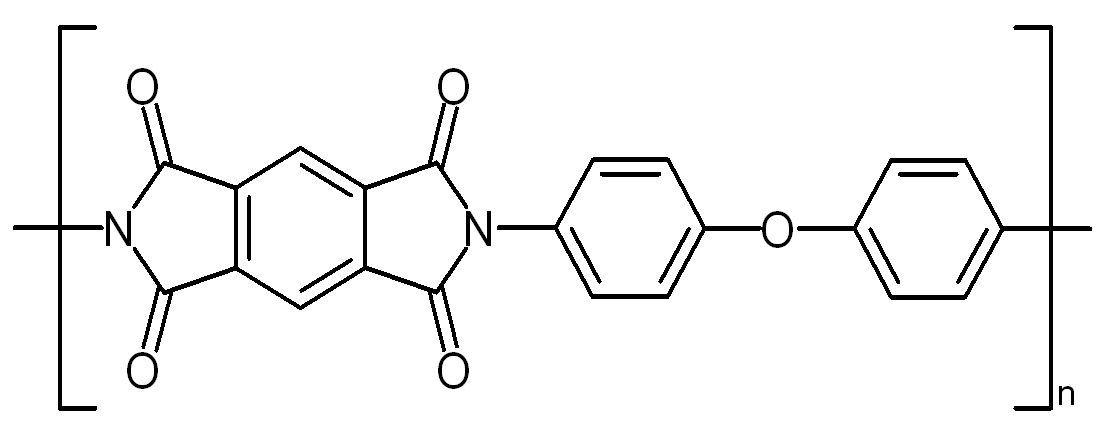
Struktura poli(4,4'-oksydifenylen-piromellitimidyny)

Kapton - folia poliimidowa o wyjątkowych właściwościach elektrycznych, mechanicznych, fizycznych i chemicznych. Opracowana w 1965 przez firmę DuPont. Chemiczna nazwa kaptonu to poli(4,4'-oksydifenylen-piromellitimidyna). Jest produktem kondensacji bezwodnika piromelitowego (PMDA) i 4,4′-oksydianiliny (ODA). Synteza kaptonu jest przykładem zastosowania dibezwodnika w polimeryzacji stopniowej (polikondensacji). Pośredni polimer - kwas poliaminowy, poly(amic acid) - jest rozpuszczalny w zwyczajowo stosowanym w reakcji rozpuszczalniku polarnym na skutek obecności silnych wiązań wodorowych. W wysokiej temperaturze 470–570 K (200–300 °C) dokonuje się następnie zamknięcie pierścienia.

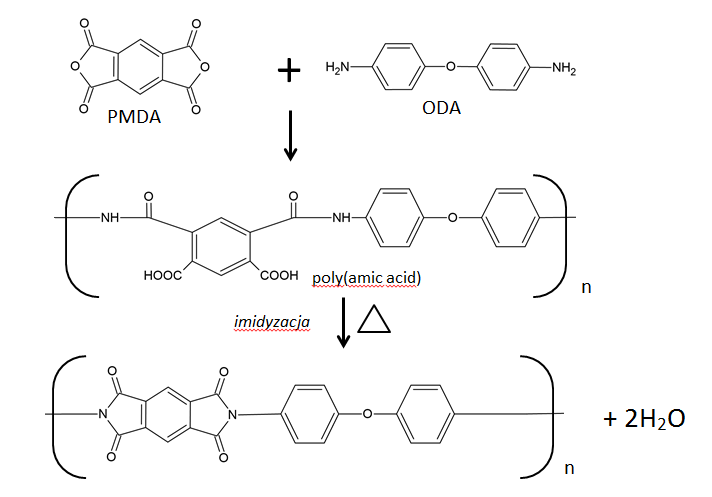

## Właściwości
Jest izolatorem zachowującym swoje właściwości w szerokim zakresie temperatur od 4 do 673 K (−269 do +400 °C). Dielektryk o znacznym przewodnictwie cieplnym w niskich temperaturach κ = 4.638×10−3 T0.5678 W·m−1·K−1. W warunkach wysokiej próżni wykazuje niski współczynnik odgazowania. Wartość modułu Younga przekracza 2 MPa.

## Zastosowanie

### Lotnictwo
Był szeroko stosowanym izolatorem w okablowaniu samolotów cywilnych i wojskowych. Raport FAA wykazał, że kapton ulegał szybkiej degradacji wskutek oddziaływania słonej wody i zużycia mechanicznego.

### Kosmonautyka
Został użyty w budowie modułu księżycowego (Lunar Module, LM) programu Apollo (kawałki izolacji oderwały się w trakcie startu z Księżyca) i sondy New Horizons. Wykorzystano go również do stworzenia osłony słonecznej dla teleskopu Jamesa Webba. Rozważa się zastosowanie kaptonu do budowy żagli słonecznych.

### Elektronika

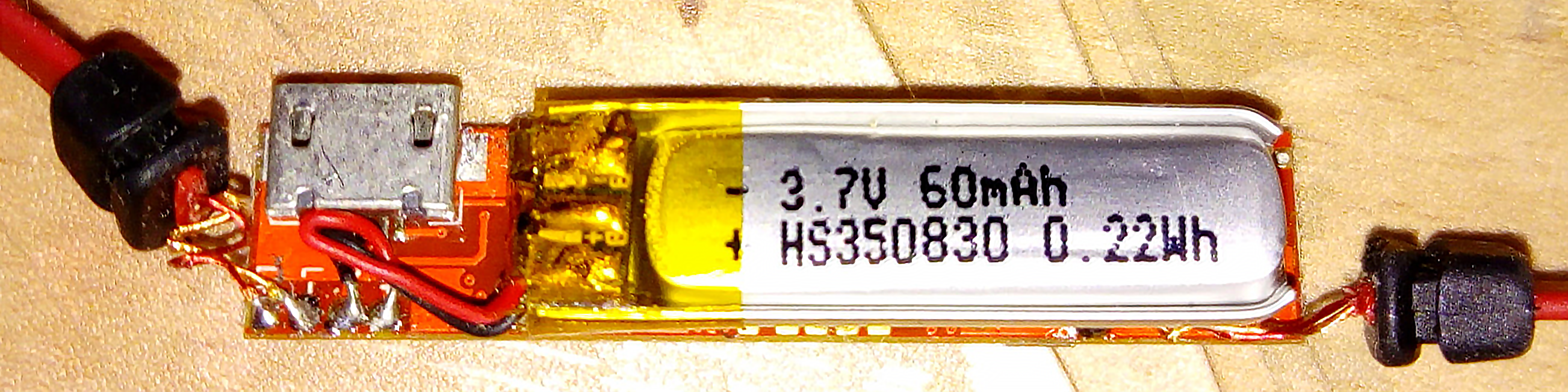
Bateria litowo-jonowa owinięta taśmą kaptonową

Używany w produkcji do zabezpieczenia termicznego i elektrostatycznego komponentów. Kaptonu używa się również w produkcji elastycznej elektroniki (flexible electronics) metodą nadrukowania, np. anten.

### Promieniowanie rentgenowskie
Jest wykorzystywany do budowy okienek używanych we wszystkich źródłach i detektorach promieni rentgenowskich (lampy rentgenowskie, synchrotrony). Jest wytrzymały mechanicznie i termicznie, wysoko przezroczysty dla promieniowania oraz nie ulega uszkodzeniom radiacyjnym.

### Fizyka eksperymentalna
Znalazł zastosowanie jako izolator w budowie detektorów gazowych typu GEM (gas electron multiplier)

### Druk 3D
Ze względu na dobrą adhezję ABS do kaptonu jest on wykorzystywany (w postaci taśmy) jako podkład do druku w drukarkach 3D. W 2017 naukowcy z Uniwersytetu Wirginii opracowali stereolitograficzną metodę druku z użyciem kaptonu jako materiału. Prekursor kaptonu zmieszany z polimerem akrylanowym i fotoinicjatorem tworzy żel, który utwardza się światłem UV w trakcie druku. Ogrzewając następnie wydruk do temperatury 400 °C, usuwa się polimer, pozostawiając kapton.